# Dechtow
Dechtow è una frazione del comune tedesco di Fehrbellin, nel Land del Brandeburgo.